# Kraljevstvo Istočna Anglija
Kraljevstvo Istočna Anglija ili Kraljevstvo Istočnih Angla (staroengleski: Ēast Engla rīce, engleski: Kingdom of East Anglia, Kingdom of the East Angles) je bilo kraljevstvo Angla, koje se nalazilo na području engleskih okruga Norfolka i Suffolka. Glavni mu grad nije bio određen.
Uspostavljeno je u 6. stoljeću, a prestalo je postojati 917. godine.
Jedna je od država tradicijske Heptarhije, u koju je Henrik Huntingtonski u svojim tekstovima iz 12. stoljeća ubrojio i Merciju, Northumbriju, Essex, Kent, Sussex i Wessex. 
Po ovom kraljevstvu je nastalo tradicijsko ime za istočni dio Engleske, Istočna Anglija.
Kraljevstvo su stanovnici bili paganski germanski narod Angli, koji su u te krajeve došli nakon kraja rimske vlasti na Britaniji, tijekom 5. stoljeća. Granice Istočne Anglije na sjeveru i istoku je činilo Sjeverno more, na zapadu močvarni kraj Fens, dok granice ovog kraljevstva prema južnim i zapadnim susjedima, Essexu i Srednjoj Angliji nisu bile točno određene.

## Povijesni razvitak
- Britanija u vrijeme Gildasa 540. godine.
- Narodi na Britaniji oko 600. godine.
- Istočna Anglija oko 650. godine.
- Države na Britaniji 802. godine.

## Vanjske poveznice
- De excidio Britonum Latinski tekst s engleskim prijevodom
- De Excidio Britonum  Arhivirana inačica izvorne stranice od 5. travnja 2007. (Wayback Machine), na engleski preveo John Allen Giles
- Projekt Gutenberg  Arhivirana inačica izvorne stranice od 17. svibnja 2008. (Wayback Machine) E-text Gilesova prijevoda